# Matěj Špindler
Matěj Špindler (1907. február 24. – 1966. április 14.) cseh kommunista funkcionárius, Csehszlovákia Kommunista Pártja Központi Bizottságának tagja, parlamenti képviselő.

## Pályafutása
A kovács mesterség elsajátítása után évekig a szakmájában dolgozott. 1945-ben belépett a Csehszlovákia Kommunista Pártjába, ezt követően a kommunista párt járási, kerületi, majd országos szervezeteiben is tevékenykedett. 1958-ban a Központi Bizottság tagjává választották. 1960-tól a sádleci termelő szövetkezet elnöke. 1960 és 1966 között képviselő a csehszlovák Nemzetgyűlésben. 1966 április 14-én szívinfarktusban hunyt el.

## Kitüntetése
- Munka Érdemrend (1963)

## Fordítás
- Ez a szócikk részben vagy egészben a Matěj Špindler című cseh Wikipédia-szócikk fordításán alapul.  Az eredeti cikk szerkesztőit annak laptörténete sorolja fel. Ez a jelzés csupán a megfogalmazás eredetét és a szerzői jogokat jelzi, nem szolgál a cikkben szereplő információk forrásmegjelöléseként.